# 三上紗也可
三上 紗也可（みかみ さやか、2000年12月8日 - ）は、日本の飛込競技選手。鳥取県米子市出身。身長155cm、体重53kg。鳥取県立米子南高等学校卒。日本体育大学体育学部卒。

## 経歴
小学2年生から飛び込みを始める。1994年広島アジア大会男子3m板飛び込みで銅メダルを獲得した安田千万樹（ちまき）の指導を受ける。
日本選手権では、2017年の3mシンクロ板飛込で宮本葉月と組んで優勝し、2018年は3m板飛び込みで初優勝を果たした。
2018年ジャカルタアジア大会では、3m板飛び込みで4位、宮本葉月と組んだシンクロ板飛び込みで5位に入った。
2019年3月、鳥取県立米子南高等学校を卒業。進学も考えたが、小学4年から師事する安田コーチの「目標をかなえるには退路を断つことも必要」という言葉に頷き、地元で競技一本の生活を送る。
2019年7月、初の世界選手権代表となった2019年光州世界選手権では3m板飛び込みで5位となる。2020年東京オリンピックの出場枠を獲得し、初めての五輪代表に決まった。
2020年4月、高校卒業から1年の時を経て、オリンピックを目指す為の練習環境（伝統校で水泳部飛び込みブロックの女子部員が多い・スポーツ科学を学びたい）など将来のことを考え、日本体育大学体育学部体育学科に進学した。練習は神奈川県横浜市緑区にある日体大健志台キャンパスの飛び込み専用プールを使用。小学校・中学校・大学の同級生には東京五輪ボクシング日本代表の入江聖奈（体育学部体育学科）、高校・大学の同級生にボクシング日本代表の木下鈴花がいる。
2020年東京オリンピック飛込競技女子板飛び込みでは予選を5位通過したが、準決勝で273.70点の16位となり、決勝には進出できなかった。
2022年のブダペスト世界選手権の女子3m板飛び込み決勝では7位となり、金戸凛とペアのシンクロ板飛び込み決勝では2位で銀メダルを獲得。同年、ベルリンで開催されたFINA飛込ワールドカップの女子3m板飛び込み決勝では、銅メダルを獲得した。
2023年4月、東京で行われた翼ジャパン・カップの女子3メートル板飛び込み決勝では364．45点で優勝し、同年7月福岡で開催される世界選手権の代表内定を確実にした。
2024年3月15日に日本体育大学を卒業後に、同大学院に進学。
2024年パリオリンピックの飛込競技女子板飛び込みの予選に出場し、合計258.35点で21位となり、準決勝には進出できなかった。